# Гасдрубал Ґісґон
Гасдрубал Ґісґон (фінік. 𐤏𐤆𐤓‬𐤁‬𐤏𐤋 𐤁𐤍 𐤂‬𐤓𐤎𐤊‬𐤍, *д/н — 202 до н. е.) — військовий діяч Карфагенської держави часів Другої Пунічної війни.

## Життєпис
Син Гісгона. Перша згадка відноситься до 214 року до н. е., коли призначений командувачем одного з військ на Піренейському півострові. Діяв у районі Лузітанії, потім збирав іберів найманців, при цьому вимагаючи заручників.
212 року до н. е. брав участь у кампанії проти братів Гнея і Публія Корнеліїв Сципіонів. Гасдрубалу пощастило витримати їх натиск і припинити римський наступ: дізнавшись, що більшість наступаючого на нього римського війська складають іберійські найманці, він зміг перекупити їх, пообіцявши кращу платню, і залишив Гнея Сципіона з порівняно невеликим контингентом італійських легіонерів. Після цієї втрати Сципіону не залишилося нічого іншого окрім повільного відступу на північ під безперервними атаками карфагенян.
За цим об'єднав війська з Магоном Баркою і нумідійцями Масінісси, після чого вони перехопили в верхів'ях Бетісу (Гвадалквівіру) військо Публія Сципіона. В ході битви при Кастулоні (біля сучасного Лінареса) римське військо було оточене і майже повністю знищене; серед загиблих був і сам Публій Сципіон. Невдовзі в битві біля Іорки було переможено Гнея Сципіона.
Але 211 року до н. е. в битві на річці Ебро зазнав поразки від римлян на чолі із трибуном Луцієм Марцієм Септимієм.[джерело?] 210 року до н. е. його військо стояло біля гирла річки Таг в момент висадки Публія Корнелія Сципіона Молодшого, зазнавши від нього 209 року до н. е. поразки. За цим відступив до Лузітанії, в район сучасного Лісабону, для поповнення війська.
207 року до н. е. дізнавшись про поразку Магона Барки, перейшов до Гадесу, де збільшив кількість вояків. 206 року до н. е. у битві біля Іліпи разом з Магоном зазнав тяжкої поразки. Гасдрубал Гіскону з рештками армії пощастило уникнути різанини, прорватися назад до Гадеса.
Гасдрубал Гіскон відплив до Африки, де йому вдалося привернути на бік Карфагену колишнього римського союзника Сіфакса, видавши доньку Софонісбу у шлюб з ним. 204 року до н. е. переконав Сіфакса виступити на допомогу Карфагену. Але це спричинило перехід Масінісси, який також бажав одружитися з Софонісбою, на бік римлян. У 204 році до н. е. виступив проти Публія Корнелія Сципіона, але зазнав поразки у битві біля Утіки. Зібрав нове військо, з яким втім знову ззанав поразки, ледве врятувавшись. Втретє Гасбрубал виступив проти Сципіона, але зазнав нової поразки 203 року до н. е. у битві на Великих Рівнинах.
Після поразки засуджений до смерті, тому не повернувся до Карфагену. Натомість став відновлювати війська. 202 року до н.е з ініціативи Ганнібала прощений, але незабаром звинувачений у зраді і прийняв отруту в гробниці батька.